# Hypena argialis
Hypena argialis är en fjärilsart som beskrevs av Pieter Cornelius Tobias Snellen 1880. Hypena argialis ingår i släktet Hypena och familjen nattflyn. Inga underarter finns listade i Catalogue of Life.